# Artery Recordings
Artery Recordings — музичний лейбл з міста Сакраменто, заснований в 2010 році Еріком Рашінгом (англ. Eric Rushing), як один з підрозділів Razor & Tie company

## Stay Sick
Кріс Фронзак, фронтмен Attila, заснував свій власний лейбл спільно з Artery Recordings, під назвою Stay Sick.

### Гурти, підписані на лейбл
- Afterlife
- BackWordz
- Carcer City
- Concepts
- Deadships
- Enterprise Earth
- It Lives, It Breathes
- Old Again[3]
- The Plot in You
- Redeem/Revive
- Scream Blue Murder
- Spite
- Vesta Collide
- Villain of the Story

## Список гуртів

### Гурти, підписані на лейбл
- Alesana (паралельно з Revival Recordings)
- Altered Perceptions
- Blood Youth
- Capture (ex-Capture The Crown)[4]
- Conquer Divide
- Crystal Lake
- Deathwatch (ex-Death of an Era)[5]
- Dreamshade
- Early Seasons[6]
- Entheos
- Falsifier
- For The Win
- Four Letter Lie
- Fronzilla
- Fuckface Unstoppable
- Heartaches
- Hearts & Hands[7]
- Hoods[8]
- Horseneck
- I Declare War[9]
- iwrestledabearonce
- Kublai Khan[10]
- Mesage to the Masses
- Myka, Relocate[11][12]
- On Broken Wings
- Phinehas
- Silent Screams
- Sirens and Sailors
- Slaves
- Sleeptalk
- Spoken
- Steve Terreberry[13]
- Upon This Dawning
- White Fox Society
- Will Haven
- Wildways

### Колишні гурти
- A Bullet for Pretty Boy (відписались, тимчасово припинили діяльність)
- Adestria (Розпались)
- Attila (підписані на SharpTone Records)
- Austrian Death Machine (тимчасово припинили діяльність)
- Built On Secrets (Розпались)
- Buried In Verona (Розпались)
- Bury Tomorrow (Підписані на Nuclear Blast)
- Casino Madrid (Розпались)
- Chelsea Grin (підписані на Rise Records)
- Climates (розпались)
- Close to Home (розпались)
- The Crimson Armada (Розпались)
- Dead Silence Hides My Cries (відписались)
- For the Fallen Dreams (підписані на Rise Records)
- In Dying Arms (підписані на Tragic Hero Records)
- Incredible' Me (відписались)
- Scars of Tomorrow (відписались)
- Shoot the Girl First (підписані на Redfield Records)
- Unlocking the Truth (відписались)
- Vanna (підписані на Pure Noise Records)
- Years Since The Storm (відписались)